# Cannabiaca
Il forte Cannabiaca, faceva parte della catena di postazioni fortificate presenti sul limes del Danubio in Austria. Si trova a Zeiselmauer-Wolfpassing, in Bassa Austria e si tratta di uno dei forti ausiliari più studiati in Austria; fu usato sia da cavalleria che da fanteria.
È anche stato il luogo di nascita di Floriano di Lorch.

## Nome
Il nome antico di questo forte non è sicuro. Ma data la sua posizione sul confine orientale della ex provincia romana del Norico è l'unico che concorda con la Notitia dignitatum e quindi è probabilmente Cannabiaca. Anche i ritrovamenti negli scavi sotto la piazza della chiesa di Zeiselmauer degli anni 1990 spingono verso il nome di Cannabiaca.
Il più antico documento, si tratta della Tabula Peutingeriana, che indica il nome Citium, è ora rifiutato. Questo posto era probabilmente solo una stazione di tappa del corriere imperiale (cursus publicus), vicino all'attuale Tulln.
Edward Polaschek aveva fatto risalire il nome Cannabiaca  ad una cohors Canafatium o Cannefatium. Poiché nella Tabula Peutingeriana c'è anche una località denominata Cannabaca, ha rivisto definitivamente la sua ipotesi di derivazione da una cohors Canafatium.